# George Devine
George Alexander Cassady Devine CBE (* 20. November 1910 in London; † 20. Januar 1966 ebenda) war ein britischer Theaterleiter, Theaterproduzent, Theaterregisseur und Schauspieler.

## Leben
Er studierte am Wadham College und begann während dieser Zeit als Schauspieler. Devine war Mitglied der Old Vic Company und 1936 bis 1939 Manager und Produzent beim London Theatre Studio. Im Zweiten Weltkrieg Soldat, kehrte er 1946 zum Old Vic Theatre zurück, wo er bis 1954 Gründungsdirektor der Young Vic Company war. Nach Gründung der English Stage Company (ESC) im Royal Court Theatre 1955 wurde er deren künstlerischer Leiter und blieb es bis 1965.
Als Schauspieler verkörperte er unter anderem Mr. Antrobus in Wir sind noch einmal davongekommen (1946), Danforth in Hexenjagd (1953) und Shu Fu in Der gute Mensch von Sezuan (1956). Seit 1939 war er auch Filmschauspieler.
Obwohl Devine bis kurz vor seinem Tod als Schauspieler tätig war, erlangte er ab den späten 1930er Jahren größere Bedeutung als Regisseur und Theaterleiter. Seine Inszenierungen, vor allem im Old/Young Vic, im Roal Court  und im Royal Shakespeare Theatre umfassten neben Klassikern wie William Shakespeare auch moderne Stücke von Bertolt Brecht, Arthur Miller, Jean-Paul Sartre, Eugène Ionesco und Jean Genet, seit den 1950er Jahren auch Opern.
Devines erklärtes Ziel war es, mit Hilfe seiner Theaterproduktionen neue Autoren, wie sie unter dem Schlagwort Angry Young Men zusammengefasst wurden, der Öffentlichkeit vorzustellen. Unter anderem John Osborne, John Arden, Arnold Wesker, Edward Bond und Harold Pinter wurden von ihm gefördert, so dass die ESC unter ihm als Theater der Autoren bekannt war. Dabei bemühte er sich als Regisseur, statt eigener Regiekonzepte die Intentionen der Autoren zu verwirklichen. Da es häufig Zusammenstöße mit der Zensur gab, wurden beanstandete Stücke in nicht-öffentlichen Aufführungen gezeigt.
Ihm zu Ehren gibt es seit 1966 den George-Devine-Preis für Theatertalente.

## Filmografie (Auswahl)
- 1952: Der Unwiderstehliche (The Card)
- 1953: Die Bettleroper (The Beggar‘s Opera)
- 1954: Sein größter Bluff (The Million Pound Note)
- 1957: Teuflisches Alibi (Time without Pitty)
- 1959: Blick zurück im Zorn (Look Back in Anger)
- 1963: Tom Jones – Zwischen Bett und Galgen (Tom Jones)

## Auszeichnungen
- Commander of the British Empire (1957)